# お嬢様はお嫁様。
『お嬢様はお嫁様。』（おじょうさまはおよめさま）は、葉月めぐみによる日本の漫画作品。『マーガレット』（集英社）にて2007年16号から2013年7号まで連載された。単行本は同社のマーガレットコミックスより発行されており、全18巻。通称は『オジョメ』。2015年7月現在、累計190万部である。

## あらすじ
『五大名家』と言われる名家のうちの一つ、極楽院家の令嬢・極楽院永遠子は、家のしきたりで18歳の誕生日に、同年同日同時刻に生まれた婚約者との結婚を夢見ていた。ところが、実際に現れた婚約者・鷹塔悠河は、顔は良いが、中身は永遠子の理想とは正反対の男だった。当初は、お互いの事を嫌っていたが、共に暮らすうちに次第に恋心が芽生える。

## 登場人物
※声はVOMICの声優。
極楽院 永遠子（ごくらくいん とわこ）
声 - 新谷良子
本作の主人公。1989年8月20日18時32分生まれの獅子座。O型。由緒正しき純和風の家に住む令嬢。ロマンチストだが、世間知らずで極度の不器用。幼い頃から写真でしか見たことのなかった悠河との結婚を夢見るも、彼と初めて会った時の実際の性格に幻滅したが、次第に気になり始める。夜9時になると眠くなる。嫌なことははっきり嫌と言う、まっすぐな性格。
恭介により極楽院家が差し押さえにあい、刹那の案で神観月家へ世話になる事になったが、いつまた皆に危険が及ぶかも知れないと、自ら神観月家を出て、姓を「鷹塔」に改め、悠河とともにアパートで2人暮らしを始める。その後、悠河に一時的に離婚され（永遠子を思っての行動）そのショックで悠河との記憶が全てなくなってしまうが、後に全て思い出し悠河と再び再婚した。最終話の最後では悠河との間に男女の子供を授かっている様子がうかがえる。
鷹塔 悠河（たかとう ゆうが）
声 - 福山潤
永遠子と同年同日同刻に生まれた婚約者の男子高校生だが、その事は一切知らなかった。だが、18歳の誕生日を迎える1週間前、いきなり極楽院家の使用人たちに連れ去られたらしい。料理上手。当初は、極楽院家のしきたりにも納得いかず、永遠子の事も気に入らなかったが、のちに好きになる。永遠子の言うことは信じられるらしい。妹：美珠の得意技シャイニーアイが使える。母親（美悠紀）は、恭介の父親が院長をしている片桐総合病院で看護婦をしている。182 cm。61 ㎏。A型。
永遠子とともに極楽院家を出た後、アパートで2人暮らしを始める。仕事は、以前バイトをしていたレストランでウェイターとして働くようになる。
極楽院 ノブ夫（ごくらくいん ノブお）
声 - 川村拓央
永遠子の父親。家のしきたりで、十輝子と結婚した。寡黙で、ちょんまげと円らな瞳が特徴。ちょんまげをとると（髪を下ろすと）性格、顔、骨格が変化する。元は庶民だった。弟（近藤サダ夫）がいる。O型。
極楽院 十輝子（ごくらくいん ときこ）
声 - 松岡由貴
永遠子の母親。夫・ノブ夫との仲は現在も良好で、いつも一緒。容姿は娘・永遠子と似ている。O型。
極楽院 刹那（ごくらくいん せつな）
声 - 立花慎之介
永遠子の義弟。永遠子の事が好きで、悠河をかなり嫌っている。実は五大名家のひとつの神観月（かんみづき）家の長男だが、病弱なため極楽院家の養子になった。神観月家の跡取りには実の弟（蜜耶）がなる事になっている。誕生日12月6日。身長172 cm。AB型。
極楽院家が差し押さえにあったと聞きつけ、永遠子達を神観月家へ来るよう提案する。しかし、恭介に資金提供をしているところを弟の蜜耶に目撃され、永遠子に恭介と関わりがあると誤解されそうになったが、空木によると「金を渡せば神観月家には手出ししない」という恭介の発言により、永遠子達に安全な場所を作るための行動だったらしい。最終的には美珠と良い感じになる。
久遠（くおん）、悠久（はるひさ）
最終話に登場する永遠子と悠河の双子（作者のツイッターでの発言より）の子供達。久遠が女の子で悠久が男の子。久遠が悠河に悠久が永遠子にそれぞれ顔も性格もよく似ている。
椿（つばき）
声 - 真堂圭
永遠子の世話係。彼女の良き相談相手でもある。常に冷静沈着。ヘリコプターの操縦が出来る。妹がいる。誕生日11月26日。AB型。
空木（うつぎ）
声 - 阿部敦
刹那の世話係。彼にとても甘い。日本一の情報通。誕生日6月8日。身長162 cm。体重48 ㎏。O型。視力6.0。
蓮条 薫（れんじょう かおる）
五大名家のひとつ、華道の名門の蓮条家の後継。永遠子たちが通う学校の日本史教諭。しょっちゅう永遠子にちょっかいを出す。誕生日9月11日。A型。
沢口 麗美（さわぐち れみ）
永遠子・悠河のクラスメイト。悠河が好きで永遠子との仲を疑い彼女を嫌っていたが、のちに仲良くなる。2人の結婚のことも知っている。アンジのことが気になる…（？）。誕生日3月19日。
水野 紗帆（みずの さほ）
永遠子・悠河のクラスメイト。父が国会議員でなかなかのお嬢様。麗美の親友であり、のちに永遠子とも仲良くなる。2人の結婚のことも知っている。蓮条のことが好き（？）。誕生日10月14日。
姫野剛 志郎（ひめの ごうしろう）
通称：ヒメ。悠河の幼馴染み。幼い頃から自分が好きになった相手が悠河の事を好きで恋が実らなかったため、彼をライバル視している。同級生のリナの事が中学の頃からずっと好きだったが、当時は悠河と付き合っていたため告白できず…。だが、悠河に復讐しようと再び現れた彼女に「ずっと好きだった」と告白した。誕生日4月25日。169 cm。体重53 ㎏。AB型。
鷹塔 美珠（たかとう みじゅ）
悠河の妹。カリスマモデル。悠河の慌てる顔を見るのが好きらしい。得意技はシャイニーアイだが、悠河・刹那・蓮条には効かない。刹那のことが気になっている。誕生日7月13日。B型。
アンジ
悠河の友達。2人の結婚のことも知っている。アフロヘアーが特徴。
イワ
悠河の友達。2人の結婚のことも知っている。彼女がいる。
新上 律樹（にいがみ りつき）
永遠子たちの前に現れた謎の青年。恭介と共に五大名家を潰すのが目的らしいが理由は定かではない。紗帆の家に居候している。後に、永遠達の高校の新任の体育教師としてやって来る。
片桐 恭介（かたぎり きょうすけ）
謎の青年。五大名家を潰し、国を変える事を目的としている。彼の狙いは「極楽院」という名で、極楽院に関わる者すべてを排除する事らしい。
父親は片桐総合病院の院長である。
八千扇 美桜子（やちおうぎ みおこ）
五大名家のひとつ八千扇家の令嬢で恭介の妻。清楚で上品な女性だが、恥ずかしがり屋。
広瀬 莉奈（ひろせ りな）
悠河・ヒメの中学の頃の同級生で、悠河の元カノ。中学時代は地味な少女だったが性格は良く、悠河に告白し付き合う。しかしヒメも彼女の事が好きで、その気持ちを悠河が知ったため彼に「別れて欲しい」と告げられる。振られた原因が「自分が不細工だから」と思い込み、整形し、悠河に復讐しようと再び彼等の前に現れる（だが、それも恭介が仕込んだ事であった）。

## 書誌情報
- 葉月めぐみ 『お嬢様はお嫁様。』 集英社 〈マーガレットコミックス〉、全18巻
  1. 2007年12月25日発売、ISBN 978-4-08-846247-9
  2. 2008年04月25日発売、ISBN 978-4-08-846284-4
  3. 2008年08月25日発売、ISBN 978-4-08-846320-9
  4. 2008年11月25日発売、ISBN 978-4-08-846355-1
  5. 2009年03月25日発売、ISBN 978-4-08-846392-6
  6. 2009年06月25日発売、ISBN 978-4-08-846419-0
  7. 2009年10月23日発売、ISBN 978-4-08-846454-1
  8. 2010年02月25日発売、ISBN 978-4-08-846495-4
  9. 2010年06月25日発売、ISBN 978-4-08-846535-7
  10. 2010年10月25日発売、ISBN 978-4-08-846579-1
  11. 2011年02月25日発売、ISBN 978-4-08-846620-0
  12. 2011年06月24日発売、ISBN 978-4-08-846659-0
  13. 2011年10月25日発売、ISBN 978-4-08-846743-6
  14. 2012年02月24日発売、ISBN 978-4-08-846743-6
  15. 2012年06月25日発売、ISBN 978-4-08-846785-6
  16. 2012年10月25日発売、ISBN 978-4-08-846841-9
  17. 2013年01月25日発売、ISBN 978-4-08-846878-5
  18. 2013年04月25日発売、ISBN 978-4-08-845025-4

### アンソロジー
- 東日本大震災チャリティー漫画本 PARTY! HANA[注 1][3]（2011年8月5日発売[4]、メディアパル、ISBN 978-4-89610-201-7）
  - お嬢様はお嫁様。 ツレヅレモノガタリ[5]